# Laird Hamilton
Pour les articles homonymes, voir Hamilton.
 (septembre 2022).
Si vous disposez d'ouvrages ou d'articles de référence ou si vous connaissez des sites web de qualité traitant du thème abordé ici, merci de compléter l'article en donnant les références utiles à sa vérifiabilité et en les liant à la section « Notes et références ».
Laird Hamilton (né Laird John Zerfas le 2 mars 1964 à San Francisco) est un surfeur américain ayant grandi et vivant à Hawaii.

## Biographie
Laird Hamilton est connu pour être un free-surfer de grosses vagues. 
Il a vécu toute sa vie à Hawaii, archipel qui offre différents spots de surf pour nombre de sports de glisse aquatique. Il en profitera et se forgera un corps herculéen, étant à la quête de vagues toujours plus grosses. Avec Buzzy Kerbox et Darrick Doerner, il met au point la technique du tow-in surfing (le surfeur arrive dans la vague en étant tracté par un Zodiac, remplacé par la suite par une motomarine). Celle-ci lui permet de s'octroyer assez de vitesse pour s'attaquer à des vagues d'une vingtaine de mètres, comme celles de Jaws à Peahi, Maui.
En août 2000, Laird et ses coéquipiers s'attaquent à la passe de Teahupo'o en Polynésie française au moment où arrive une énorme houle. Il surfa durant ce surf-trip ce qui est considéré médiatiquement comme le plus gros tube jamais surfé de tous les temps.
Ses performances répétées dans le surf de vagues extrêmes lui valent d'apparaître comme doublure de James Bond en 2002 dans la scène d'ouverture de Meurs un autre jour.
Aujourd'hui, Laird Hamilton fait la plupart de ses sessions en tow-in, donc sans take-off, ce qui l'a amené à créer, avec ses amis, une nouvelle planche de surf exclusivement réservée à cette pratique : la foilboard. C'est une planche de wakeboard munie en son centre d'une énorme dérive profilée en métal, un plan porteur similaire à celui d'un hydroptère. 
Le surfeur et la foilboard une fois véhiculés par un jet-ski sont soulevés par la dérive immergée, permettant un ride sans contact avec la surface de l'eau et ainsi dans certaines conditions une prise de vitesse plus importante qu'avec un gun, planche de surf longue et pourtant profilée pour les grosses vagues et la vitesse, et aussi une plus grande aisance dans l'exécution de figures aériennes.
Désormais Laird Hamilton se consacre à la pratique du stand up paddle (grosse planche de surf sur laquelle le surfeur, debout, se propulse à l'aide d'une rame). Il a traversé en juin 2006 la Manche à l'aide de sa planche et d'une pagaie.
On le retrouve au cinéma dans le film The Descendants d'Alexander Payne (sorti en 2011 aux États-Unis), dans le rôle de Troy, un personnage secondaire.
En avril 2017,  Laird Hamilton se rend à Biarritz à l'occasion de la 33ème édition de la Quiksilver Maider Arosteguy dont il est le prestigieux parrain, l'intégralité de la galerie du photographe Sylvain Cazenave est, à cette occasion, consacré à Laird Hamilton et à ces grands moments de surf dont le photographe a été le témoin privilégié toutes ces années : des débuts expérimentaux à Jaws immortalisés depuis l'hélicoptère jusqu'aux sessions de stand-up paddle ou de foil dans l'archipel hawaïen, en passant par des moments plus intimes chez lui ou en surf trip.